# Етцела
Етцела (Football Club Etzella Ettelbruck) футболен клуб от град Етелбрук, Люксембург.
Състезава се в шампионата на Люксембург по футбол.

## История
- 1917: Клубът е основан, като FC Etzella Ettelbruck
- 1940: Клубът е преименуван в FV Ettelbrück по време на Немската окупация
- 1944: Началното название FC Etzella Ettelbruck е възстановено
- 1971: Перви сезон в Шампионат на Люксембург по футбол
- 1981: Преместване на стадион, Ам Дейх
- 2001: Победа в Купа на Люксембург по футбол
- 2001: Перво участие в еврокупите (сезон 2001-02)
- 2007: 2 место в Шампионат на Люксембург по футбол

## Успехи
- 2 място Шампионат на Люксембург по футбол: 1 (2006 – 2007)
- Купа на Люксембург по футбол: 1 (2001 – 2002)

## Еврокупи
|              | М  | П | Р | З  | Г | Г  | ГР  |
| ------------ | -- | - | - | -- | - | -- | --- |
| Купа на УЕФА | 12 | 0 | 0 | 12 | 4 | 36 | -32 |
| ИНТЕРТОТО    | 4  | 0 | 3 | 1  | 3 | 10 | -7  |